# Stennabrücke
Die Stennabrücke ist eine Rahmenbrücke aus Beton, die die Ortsteile Flims Dorf und Flims Waldhaus verbindet. Als sie im Juli 1959 dem Verkehr übergeben wurde, war sie mit 113 Meter Länge und 30 Meter Höhe über dem Wasserspiegel die grösste Strassenbrücke im Kanton Graubünden. Bis zur Eröffnung der Ortsumfahrung Flims im Jahre 2007 diente sie der Erschliessung der gesamten Surselva.

## Geschichte

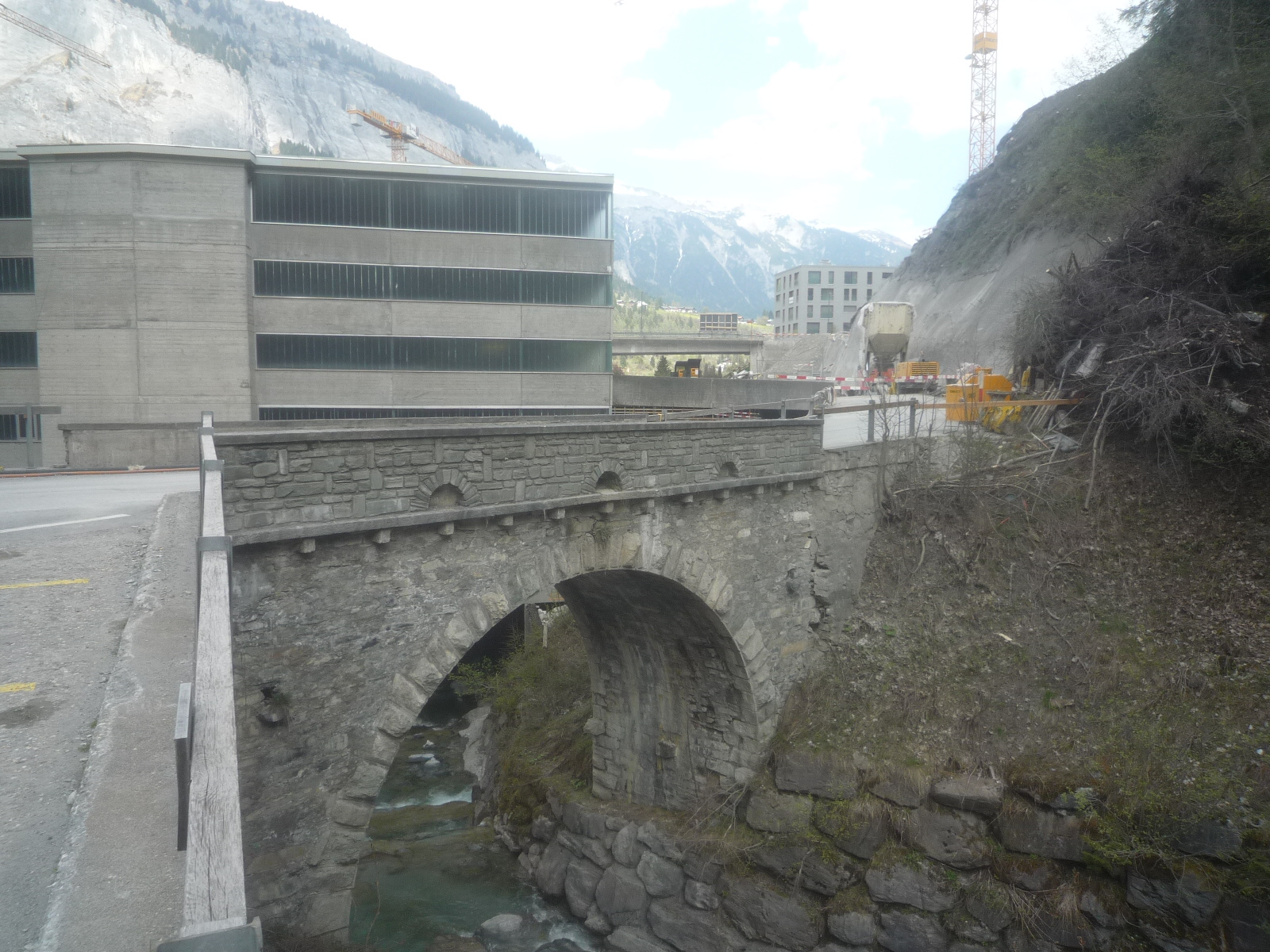
Stenna-Tobel: Die alte Brücke, dahinter das alte Parkhaus und rechts davon die neue Brücke von 1959

Die Stennaschlucht trennt die Ortsteile Flims Dorf und Flims Waldhaus. Die bei der Erstellung der Commerzialstrasse in die Surselva im 19. Jahrhundert erstellte alte Brücke im Tobel und ihre Zufahrten genügten den Anforderungen des Verkehrs in den 1950er-Jahren immer weniger.
Die Stennabrücke ist eine Rahmenbrücke aus Beton und verbindet die Ortsteile Flims Dorf und Flims Waldhaus. Nach drei nicht realisierten Brückenprojekten ab 1906 stürzte am 27. Juli 1958 beim vierten Anlauf das Lehrgerüst zusammen. Als die fertige Brücke im Juli 1959 dem Verkehr übergeben wurde, war sie mit 113 Meter Länge und 30 Meter Höhe über dem Wasserspiegel die grösste Strassenbrücke im Kanton Graubünden. Die Fahrbahn ist 6 Meter breit, die Trottoirs 1,50 und 2 Meter. Bis 2007 und der Eröffnung der Umfahrung von Flims in einem Tunnel diente die Stennabrücke der Erschliessung der gesamten Surselva mit der Hauptstrasse 19.

### Ab dem Bau des Stenna-Center
Im Jahr 2015 begannen die Bauarbeiten für das neue Zentrum Stenna mit dem Bau eines Teils des neuen Parkhauses zwischen der Brücke und dem alten Parkhaus.
Beim Projekt «Stenna Flims» wurde seitlich an die Brücke ein Gebäudekomplex angebaut. Die bisherige Autobrücke war nach Beendigung des Baus nur noch östlich als Brücke erkennbar. Die westliche Seite der Brücke wurde auf der gesamten Länge von einem dreistöckigen Langbau eingenommen. Im Gebiet des alten Parkhauses der Bergbahnen dahinter entstanden auf Höhe der Brücke nochmals drei Wohngebäude. Im Winter mündet eine Skipiste zwischen diesen Häusern und damit auf der Höhe der Brücke. Der grosse Raum unter diesem Platz diente fortan als Ladenlokale, Kino und Parkhaus. Die Baugenehmigung vom 24. Juli 2012 wurde 2013 erteilt, die Bauarbeiten begannen noch im gleichen Jahr.
Bauherrin des Projekts der Architekten Baumschlager Eberle aus St. Gallen war die Credit Suisse Anlagestiftung mit der Senn Resources AG. Das Bauvolumen betrug 267'390 m3, die Nutzfläche 60'162 m2. Das Parkhaus bietet rund 1300 Parkplätze, 800 davon für die Bergbahnen. Die Eröffnung fand im Dezember 2018 statt.
Im Rahmen der Bauarbeiten wurde die Stennabrücke komplett erneuert. Die Trottoirs wurden entfernt und neu aufgebaut. Die Auflager an den Brückenenden wurden verstärkt. Die Fahrbahnplatte wurde bis auf die Armierung abgetragen und neu aufgebaut.

Bauarbeiten 1958: Am 27. Juli stürzte das Lehrgerüst ein
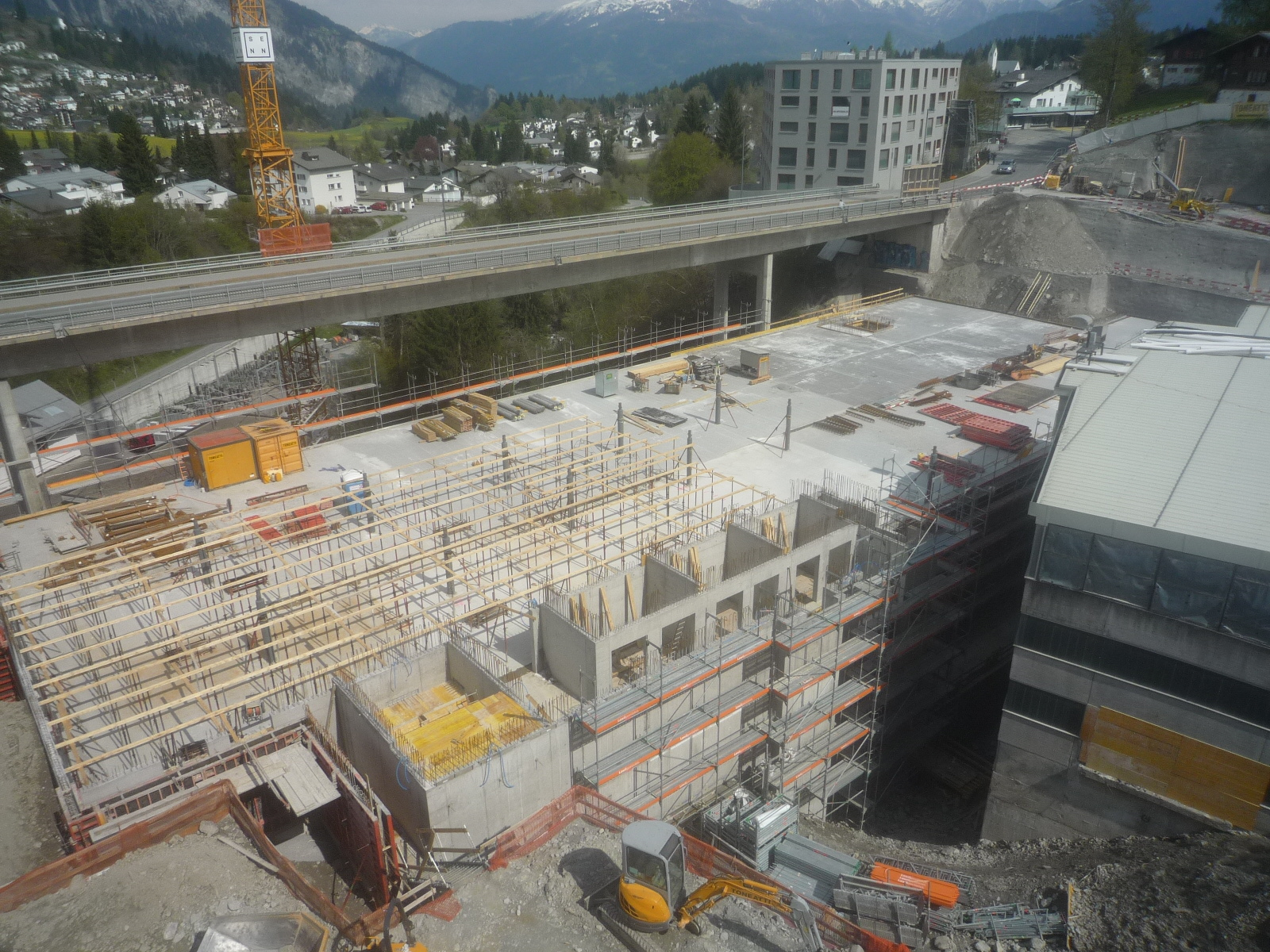
Stennabrücke und Bau des Parkhauses zwischen Brücke und altem Parkhaus
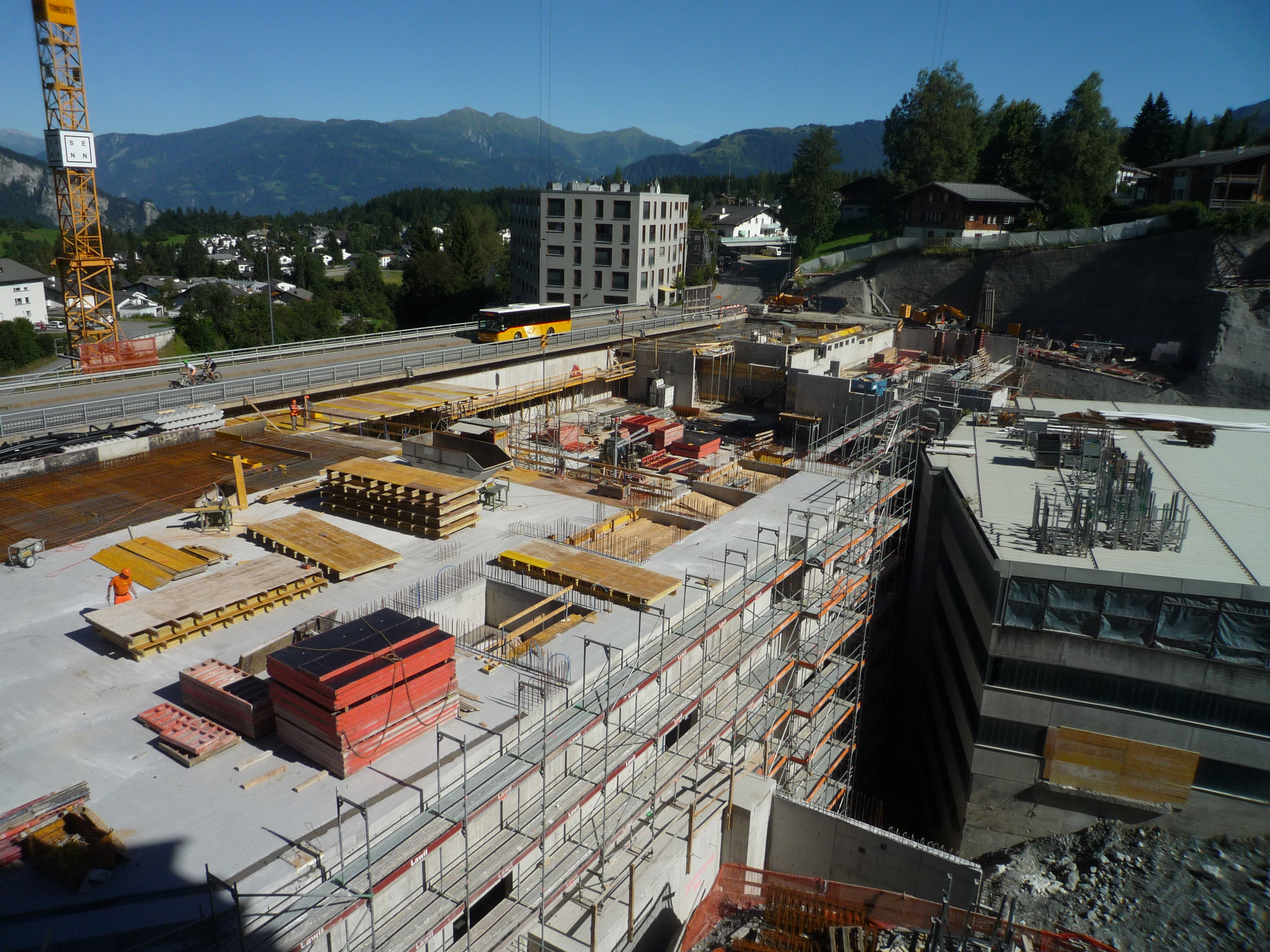
Die Stennabrücke, bevor sie aus dieser Ansicht hinter dem Neubau zu verschwinden beginnt. Das alte Parkhaus (rechts) musste für einen weiteren Winter zur Verfügung stehen und wurde im Frühjahr 2017 abgebrochen.
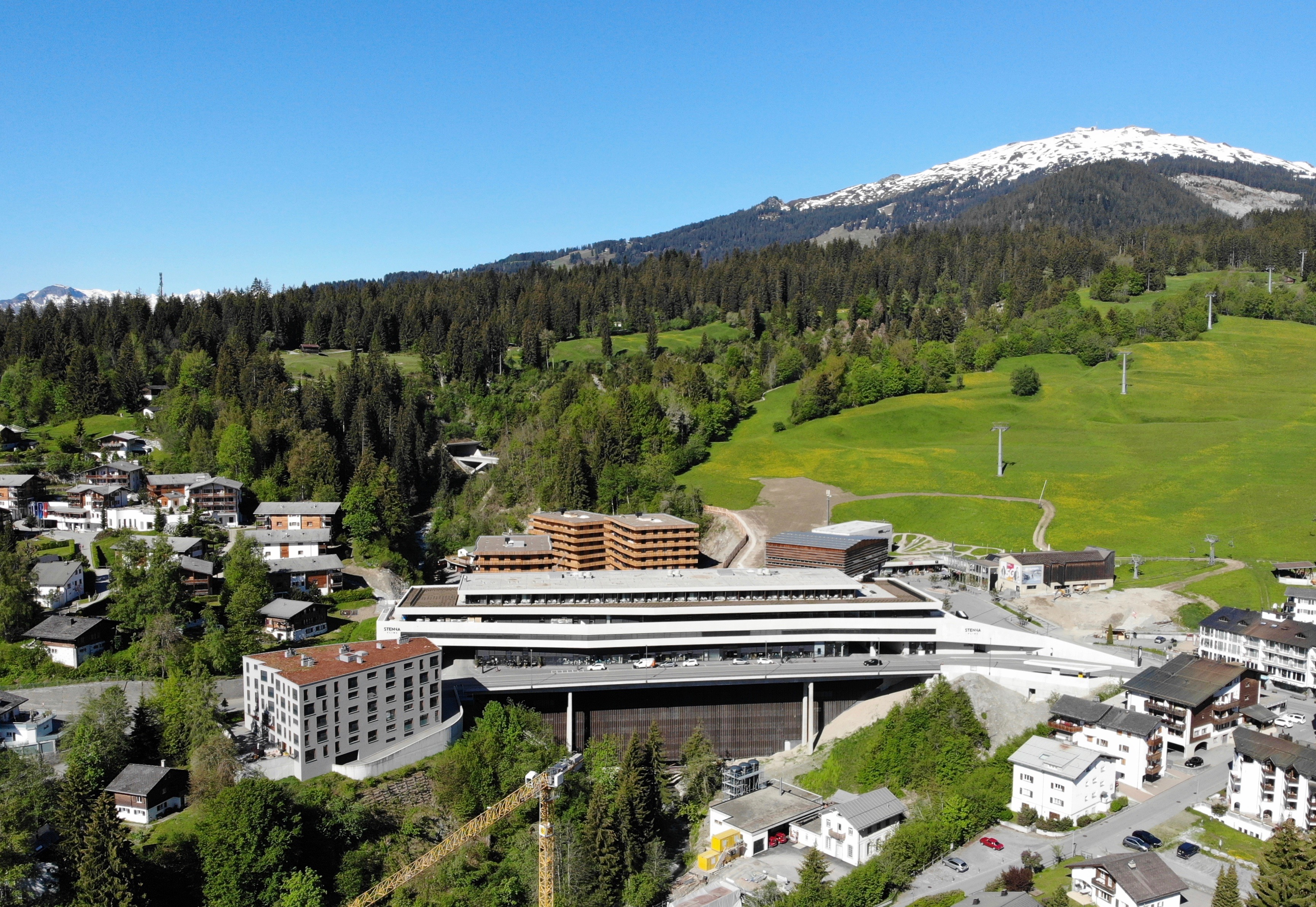
Neue Stennabrücke mit Stenna-Center, 2019